# Тоцукава
Тоцукава (яп. 十津川村 Тоцукава-мура) — село в Японии, находящееся в уезде Йосино префектуры Нара. Площадь села составляет 672,35 км², население — 3642 человека (1 августа 2014), плотность населения — 5,42 чел./км². Село Тоцукава самое крупное по площади в Японии.

## История
В 1889 году в Тоцукаве произошло крупное наводнение, разрушившее многие дома и фермы. По этой причине большое количество людей уехало из этого села на Хоккайдо, где было основано новое село — Синтоцукава (яп. 新十津川町 Синтоцукава-тё:). Синтоцукава буквально означает «Новый Тоцукава» на японском.

## Географическое положение
Село расположено на острове Хонсю в префектуре Нара региона Кинки. С ним граничат города Годзё, Кумано, Сингу, Танабе и сёла Камикитаяма, Симокитаяма, Носегава, Китаяма.

## Население
Население села составляет 3642 человека (1 августа 2014), а плотность — 5,42 чел./км². Изменение численности населения с 1980 по 2005 годы:
| 1980 | 6627 чел. |  |
| 1985 | 6001 чел. |  |
| 1990 | 5516 чел. |  |
| 1995 | 5202 чел. |  |
| 2000 | 4854 чел. |  |
| 2005 | 4390 чел. |  |

## Образование

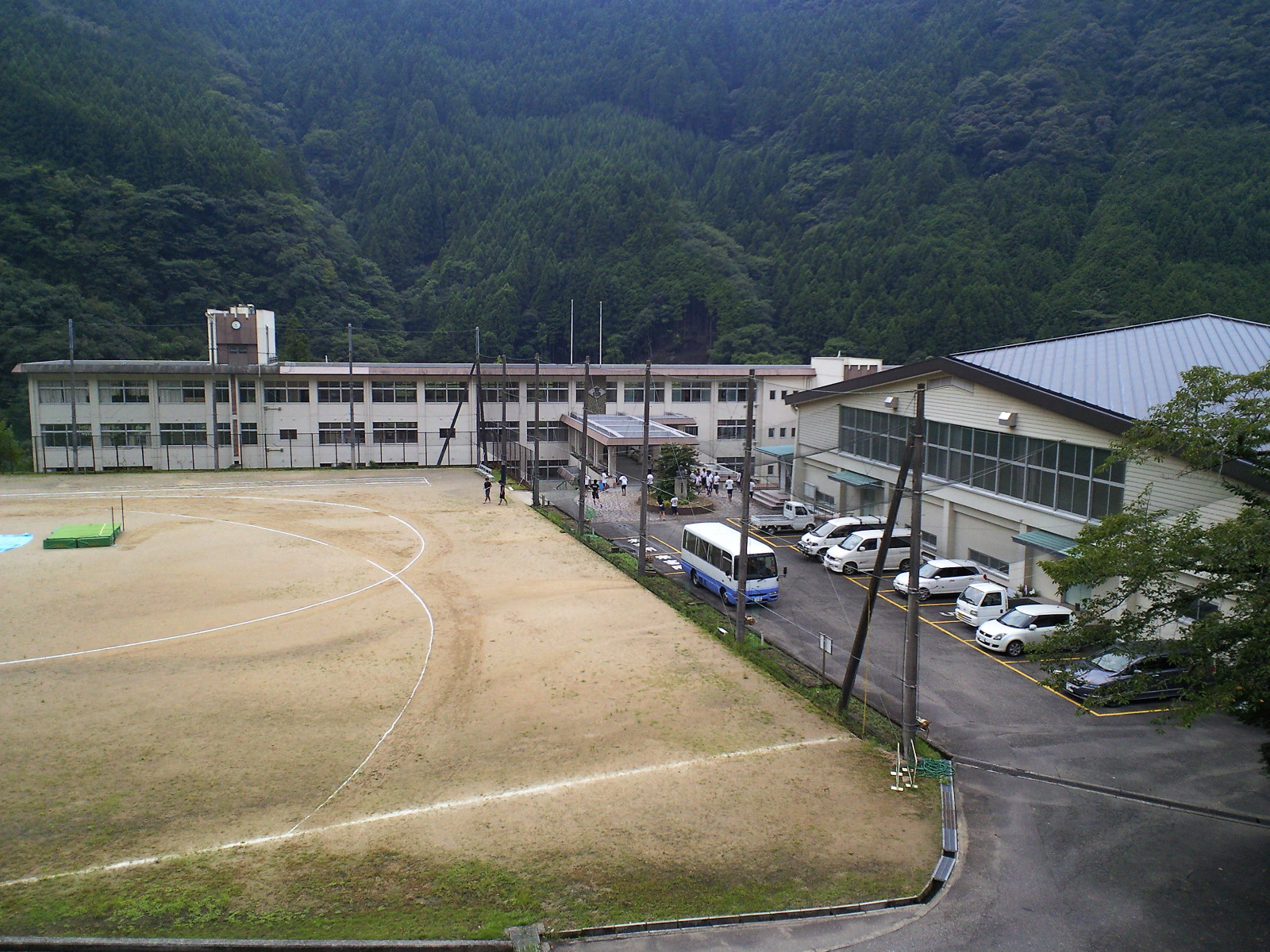
Школа в Тоцукаве

В южной части Тоцукавы находится старшая школа (яп. 奈良県立十津川高等学校 наракэнрицу тоцукава ко:то:-гакко:, «старшая школа Тоцукавы префектуры Нара»). Школа была построена в 1864 году по указу императора Комэй и является старейшей в данной префектуре.

## Транспорт
Единственный общественный вид транспорта для проезда до или из Тоцукавы — это автобус. Автобус, идущий до Тоцукавы, имеет самый длинный маршрут из всех в Японии. Автобус выезжает из станции Ямато-Яги в городе Касихара, и направляется по национальным дорогам 24 и 168. Конечная станция — Сингу. Дорога проходит через многие горы и туннели на пути через Тоцукаву, и поездка занимает около 7 часов.